# Alberto Bondolfi
Alberto Bondolfi (n. el 12 de febrer de 1946 a Giubiasco, Cantó del Tesino, Suïssa) és un teòleg suís catòlic romà i professor d'ètica que ha contribuït significativament al desenvolupament de la reflexió bioètica, a Suïssa.
Del 1962 al 1971, va estudiar filosofia i teologia catòlica al Seminari de San Carlo a Lugano i la Facultat de Teologia de la Universitat de Friburg. Durant els següents sis anys sis anys va ser assistent a l'Institut de Teologia Moral de Friburg sota la tutela dels professors Stephan i Dietmar Mieth i el 1977 va obtenir un Doctorat en Teologia, amb la distinció summa cum laude. El 1979 va treballar a la Universitat de Zuric, com a membre del personal de l'Institut d'Ètica Social i des de 1983 va ocupar diversos llocs d'ensenyament a la Facultat de Teologia de la Universitat. El 1996 va ser nomenat professor a la Facultat Catòlica de Teologia de la Universitat de Lucerna el 2001 Finalment, fou promogut a professor d'ètica a la Universitat de Lausana.
És un dels signants del manifest Església 2011.

## Funcions i càrrecs públics
- 1984-1987 President de la Conferència Europea de Justícia i Pau
- President de la Societat per l'Ètica Biomèdica de Suïssa des de 1990 a 1995.
- 1995, president de la Societas Ethica, Societat Europea d'Ètica d'Investigació.[5]

## Obres
- Kritische Theorie und theologische Ethik (1977, Dissertation)
- Ethik und Selbsterhaltung. Sozialethische Ansätze. Herder-Universitätsverlag Freiburg 1990 (= Studien zur theologischen Ethik No. 30)
- Primum non nocere. Saggi di ethica medica. Comano: Alice (1992)
- Helfen und Strafen: Studien zur ethischen Bedeutung prosozialen und repressiven Handelns. LIT Verlag München, 1997 ISBN 3-8258-3329-1
- Ethisch Denken und moralisch Handeln in der Medizin. Zürich Pano Verlag 2000
- L'homme et l'animal: dimensions ethiques de leur relation. Editions universitaires, ISBN 2-8271-0697-3
- Malattia, eutanasia, morte nella discussione contemporanea. Edizioni dehoniane Bologna, ISBN 88-10-50206-X
- Ethik und Recht 1. Hirntod und Organspende. Ethik und Recht; Ethique et droit; Ethics and Law; Etica e diritto. ISBN 3-7965-1968-7